# دبنیک (استان اوپوله)
دبنیک (به لهستانی: Dębnik) یک منطقهٔ مسکونی در لهستان است که در گمینا ویلکوو (استان اوپوله) واقع شده‌است.